# Fernandópolis
Fernandópolis es un municipio brasileño situado en el noroeste del estado de São Paulo, localizado a una altitud de 535 metros. Tiene una población de 71.186 habitantes (IBGE/2022) y área de 550 km².

## Historia
Su fecha de fundación es 22 de mayo de 1939, su patrona es Santa Rita de Cássia y el fundador Joaquim Antônio Pereira. El nombre del municipio es un homenaje al interventor federal Fernando Costa, que gobernó el estado de São Paulo entre 1941 y 1945 .

## Geografía
Posee un área de 549,551 km². Se localiza a 555 km de la ciudad de São Paulo, 120 km de São José do Río Preto, 80 km de la límite con Minas Gerais y 85 km del límite con el Mato Grosso del Sur.

### Demografía
Datos del censo - 2010
Población Total: 64 696
- Urbana: 62 714

- Hombres: 31 518[7]
- Mujeres: 33.178

Densidad demográfica (hab./km²): 117,62
Mortalidad infantil hasta 1 año (por mil): 8,40
Expectativa de vida (años): 75,82
Tasa de fertilidad (hijos por mujer): 2,02
Tasa de Alfabetización: 90,79%
Índice de Desarrollo Humano (IDH-M): 0,832
- IDH-M Salario: 0,758
- IDH-M Longevidad: 0,847
- IDH-M Educación: 0,891

(Fuente: IPEAFecha)

### Clima
Según estudio de la Secretaría Estatal de Salud, Fernandópolis posee un clima tropical semi-húmedo con invierno seco y verano lluvioso, con precipitaciones medias en torno de 1.362 mm. Las temperaturas medias mínimas y máximas llegan, respectivamente, 17 °C y 33,5 °C.
El clima de Fernandópolis puede ser clasificado como clima tropical de sabana (Aw), de acuerdo con la clasificación climática de Köppen.

### Hidrografía
Representada por los principales cuerpos de agua que delimitam el municipio de Fernandópolis:
- Norte: río de la Estiva, río Santa Rita, río Barreirão, río de la Laguna y arroyo Pádua Diniz;
- Este: río de las Piedras y arroyo São Pedro;
- Oeste: río Santa Rita, río de la Taboa, río Lageado y arroyo Jagora;
- Sur: río São José dos Dourados.

### Carreteras

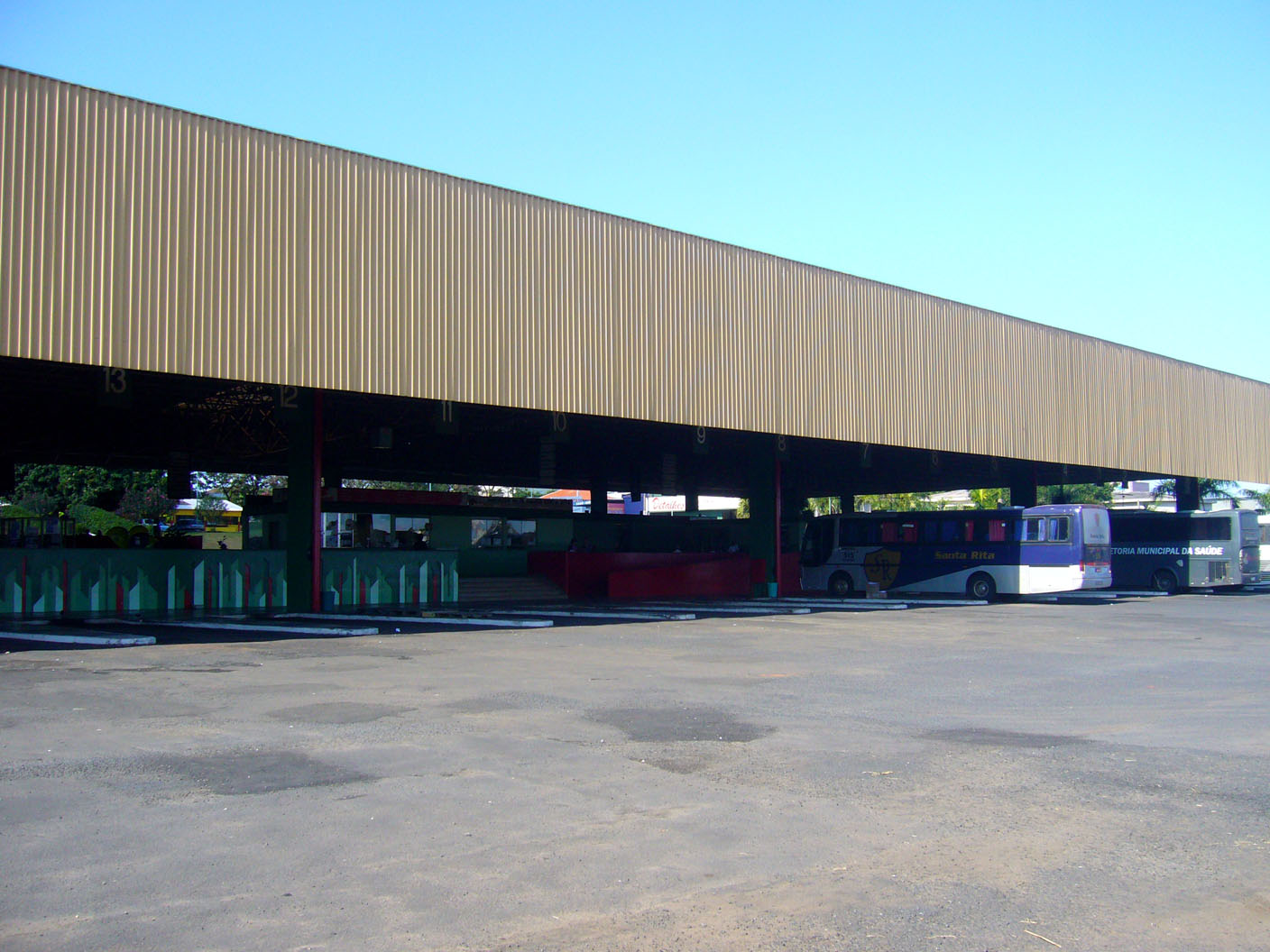
Carretera intermunicipal de Fernandópolis.

- SP-320
- SP-527
- SP-543

## Religión
El Cristianismo está presente en la ciudad de la siguiente manera:

### Iglesia Católica
La iglesia católica del municipio forma parte de la diócesis de Jales.

### Iglesia Protestante
En la ciudad están presentes las más diversas creencias evangélicas, principalmente pentecostales, incluidas las Asambleas de Dios de Brasil (la iglesia evangélica más grande del país), Congregación Cristiana, entre otras. Estas denominaciones están creciendo cada vez más en todo Brasil.